# Craugastorinae
A Craugastorinae a kétéltűek (Amphibia) osztályába, a békák (Anura) rendjébe és a Craugastoridae családjába tartozó alcsalád.

## Elterjedésük
Az alcsaládba tartozó nemek és fajok az Amerikai Egyesült Államok déli részétől (Arizona, Texas) Közép-Amerikán át Dél-Amerika északi területeiig (Ecuador, Kolumbia, Venezuela, Peru keleti része, Brazília nyugati része) honosak.

## Rendszerezésük
Az alcsaládba tartozó nemek:
- Craugastor, Cope, 1862
- Haddadus Hedges, Duellman, & Heinicke, 2008
- Strabomantis, Peters, 1863